# جاكوب دبليو. ديفيس
جاكوب دبليو. ديفيس (بالإنجليزية: Jacob W. Davis)‏ هو خياط ورائد أعمال ومخترِع أمريكي، ولد في 1831 في ريغا في لاتفيا، وتوفي في 1908 في سان فرانسيسكو في الولايات المتحدة.